# Traverse City
Traverse City (en anglais [ˈtrævərs ˈsɪti]) est une ville située dans l’État américain du Michigan. Elle est le siège du comté de Grand Traverse. Sa population est de 14 532 habitants en 2020, et 15 717 habitants en 2024.
Le Northwestern Michigan College s'y trouve.
En octobre 2021, le maire Jim Carruthers annonce que la ville reconnaît le deuxième lundi d'octobre comme la Journée des peuples indigènes (Indigenous Peoples' Day), qui est une contre-célébration honorant les peuples indigènes, alors que le Jour de Christophe Colomb (Columbus Day) célèbre l'explorateur Christophe Colomb qui a amené la colonisation de l'Amérique, les conquistadors et les souffrances des peuples autochtones.
Le Conseil de la tribu Grand Traverse Band of Ottawa and Chippewa Indians a adopté une même résolution. Selon le maire, la ville a une longue histoire de plus de 80 ans d'activisme des Amérindiens aux États-Unis, et il est heureux que la ville soutienne les Premières Nations et tous les habitants .

## Personnalités
- Pete Buttigieg, ancien candidat à l'élection présidentielle américaine de 2020, et secrétaire aux Transports des États-Unis du 3 février 2021 au 20 janvier 2025 pendant la présidence de Joe Biden.